# Tomás Palacios
Pour les articles homonymes, voir Palacios.
Tiago Tomás Palacios, né le 28 avril 2003 à General Pico en Argentine, est un footballeur argentin qui évolue au poste de défenseur central à l'AC Monza, en prêt de l'Inter Milan.

## Biographie

### Carrière en club

#### Débuts en Argentine
Palacios commence sa carrière au sein du Club Atlético Costa Brava. En 2019, il rejoint le centre de formation du Club Atlético Talleres, où il signe son premier contrat professionnel le 14 novembre 2021. Il fait ses débuts en équipe première le 9 avril 2022 lors d'une défaite 5-1 contre Defensa y Justicia en Copa de la Liga Profesional.
Le 6 janvier 2024, il est prêté à l'Independiente Rivadavia pour une durée d'un an. Il s'y impose comme un titulaire régulier.

#### Transfert à l'Inter Milan
Le 30 août 2024, Palacios signe un contrat de cinq ans avec l'Inter Milan, pour un montant de 6,5 millions d'euros plus 4,5 millions d'euros de bonus, répartis entre Talleres et l'Independiente Rivadavia. Il fait ses débuts en Serie A italienne le 30 octobre 2024, entrant en jeu à la 81e minute lors d'une victoire 3-0 contre l'Empoli.

#### Prêt à l'AC Monza
Le 29 janvier 2025, il est prêté à l'AC Monza jusqu'à la fin de la saison 2024-2025. Il fait ses débuts en tant que titulaire trois jours plus tard lors d'une défaite 1-0 contre l'Hellas Vérone.

### En sélections nationales
Palacios est international argentin avec les moins de 20 ans, comptant cinq apparitions dans la catégorie.

## Palmarès
CA Talleres
- Championnat d'Argentine :
  - Vice-champion en 2023